# Conus striatus
Conus striatus Linnaeus, 1758 è un mollusco gasteropode marino appartenente alla famiglia Conidae.

## Descrizione
Queste gasteropodi hanno la caratteristica di essere predatori e velenosi. Si cibano di pesci, e le loro punture possono essere pericolose per gli esseri umani, quindi sono animali che vanno maneggiati con cura. La lunghezza del guscio può raggiungere 12 cm. La distribuzione di questo gasteropode marino è molto vasta, lo si trova nel Mar Rosso e nell'Oceano indiano, nei mari del Madagascar e nell'Oceano Pacifico.

## Galleria d'immagini

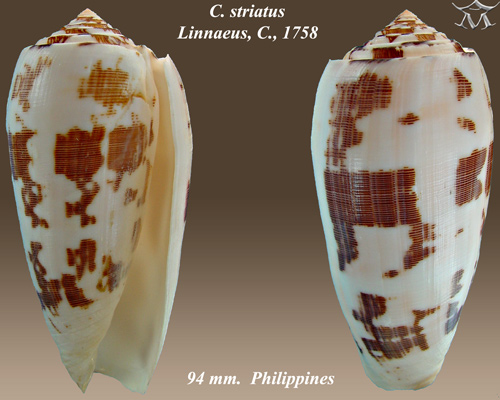
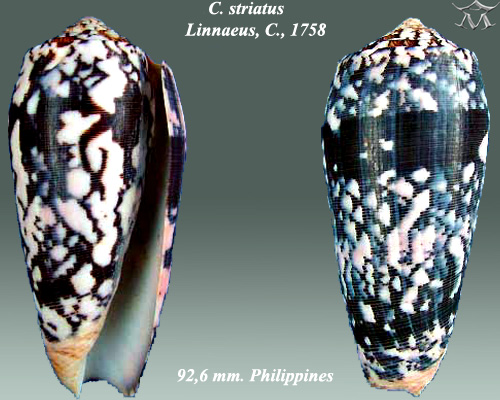
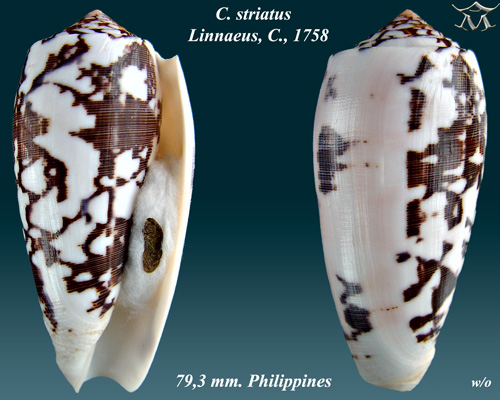
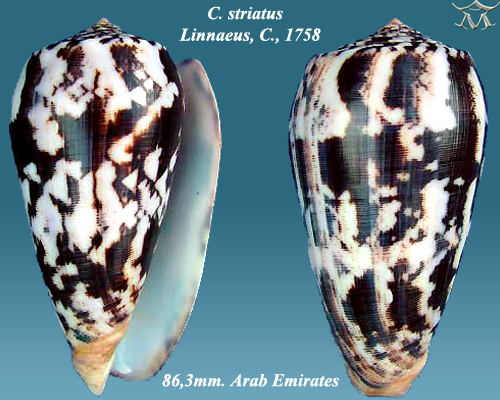
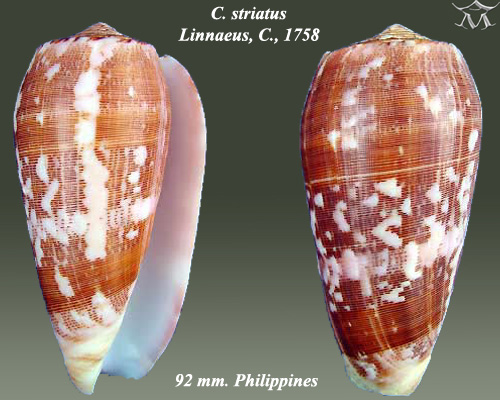